# Korolevskaja regata
Korolevskaja regata (russisk: Королевская регата) er en sovjetisk spillefilm fra 1966 af Jurij Tjuljukin.

## Medvirkende
- Natalja Kustinskaja som Aljona
- Valentin Smirnitskij som Vasja
- Aleksandr Gruzinskij som Sexton
- Aleksandr Khanov
- Georgij Kulikov som Nikolaj Lvovitj